# Lasy Lęborskie
Lasy Lęborskie (csb Lãbòrsczé Lasë) – kompleks leśny na północno-zachodnim obszarze powiatu wejherowskiego, na Wysoczyźnie Żarnowieckiej.
Lasy Lęborskie sąsiadują (na południowym zachodzie) z Puszczą Wierzchucińską i były jeszcze w XIX wieku częścią większego kompleksu leśnego. W okolicach Gościęcina (na zachodnim skraju lasów) znajdują się źródła Chełstu, na wschodnim krańcu Lasów jest położone Jezioro Salińskie.